# どっキング48
『どっキング48（どっキング フォーティーエイト）』は、2011年4月19日から2013年3月26日まで関西テレビ（関西ローカル）で毎週火曜24:35 - 25:30（ヨルパチーノ枠）に放送されていたバラエティ番組である。
2010年10月12日から2011年4月5日までは『情熱★エンためファクトリー どっキング!!!（じょうねつ-）』の番組タイトルでエンタメ情報バラエティ番組として放送されていた。

## 概要

### 情熱★エンためファクトリー どっキング!!!
『情熱★エンためファクトリー どっキング!!!』として2010年10月12日からスタートした当番組は、2010年9月まで月曜 - 木曜深夜に放送されていた『ランキンくえすと』と金曜深夜に放送されていた『週刊プラチケ!』を統合し、ケンドーコバヤシ、陣内智則、たむらけんじのNSCの同期3人が共演する事となった。世の中のさまざまな情報を独自の目線で紹介する番組で、エンタメ情報の他に、さまざまな企画を放送。
関西テレビのアナウンサー・中島めぐみは当番組が入社後初のレギュラー番組で、ケンドーコバヤシは月曜深夜の『メイドインカンサイ』（2011年4月4日終了）と関西テレビの深夜番組に2日連続でレギュラー出演していた。

### どっキング48
2011年4月19日からは、『週刊プラチケ!』からレギュラー出演していた松山メアリ（bump.y）に替わり、NMB48のメンバー16人が加わってリニューアルされ、『どっキング48』として放送されることになった。NMB48にとっては初めての冠番組となり、最新の映画情報やメンバーのパーソナル情報などが新たに伝えられる。リニューアル第1回の放送では山里亮太（南海キャンディーズ）からのお祝いコメントが放送された。
なお、番組リニューアルに伴い、エンタメ情報のコーナーは縮小され、イベントのチケット先行予約はピーコ、兵動大樹（矢野・兵動）出演の『ピーコ&兵動のピーチケパーチケ』（2011年4月13日放送開始、水曜25:30 - 26:00放送〔初回は25:05 - 25:50〕）に引き継がれた。

## 出演者

### 番組終了時の出演者
レギュラー出演
- 陣内智則（司会）
- ケンドーコバヤシ（パネラー）
- たむらけんじ（パネラー）
- 高橋真理恵（関西テレビアナウンサー、進行アシスタント兼パネラー）
- 中島めぐみ（関西テレビアナウンサー、進行アシスタント兼パネラー）
- 菱田盛之（ナレーター、どっキングマの声）
- 柳原沙知（ナレーター、どっキンクイーンの声）
- NMB48（最新の選抜メンバー16人）

スタジオパートでは揃いの衣装（舞台衣装）をまとい、ニックネームと年齢が書かれた名札を付けている。
「チャレンジ48」では基本的には揃いのTシャツ・パーカー・ジャージ姿だが、チャレンジ企画の内容によっては、スタジオ出演時の衣装の時もあり、共に名前とニックネームが書かれた名札を付けている。
| 放送日                                      | 出演メンバー | 備考 |
| ------------------------------------------- | --- | --- |
| 2011年4月19日 - 2011年6月21日               | 小笠原茉由、門脇佳奈子、岸野里香、木下春奈、小谷里歩、近藤里奈、篠原栞那、上西恵 白間美瑠、福本愛菜、松田栞、森彩華、山田菜々、山本彩、吉田朱里、渡辺美優紀         | チームN初期メンバー。 |
| 2011年6月28日 - 2011年9月27日               | 小笠原茉由、門脇佳奈子、岸野里香、木下春奈、小谷里歩、近藤里奈、篠原栞那、上西恵 白間美瑠、福本愛菜、松田栞、山口夕輝、山田菜々、山本彩、吉田朱里、渡辺美優紀       | 1stシングル選抜メンバー。 形式上は卒業のため降板した森に代わって、チームNメンバーに昇格した山口が加入。                                         |
| 2011年10月4日 - 2012年1月10日               | 小笠原茉由、門脇佳奈子、岸野里香、木下春奈、小谷里歩、城恵理子、上西恵、白間美瑠 福本愛菜、村上文香、矢倉楓子、山岸奈津美、山口夕輝、山田菜々、山本彩、與儀ケイラ   | 2ndシングル選抜メンバー。 近藤・篠原・松田・吉田・渡辺が抜けて、城・村上・矢倉・山岸・與儀が新加入。                                            |
| 2012年1月17日 - 4月17日                     | 小笠原茉由、門脇佳奈子、岸野里香、木下春奈、木下百花、小谷里歩、近藤里奈、城恵理子 上西恵、白間美瑠、福本愛菜、矢倉楓子、山田菜々、山本彩、與儀ケイラ、渡辺美優紀   | 3rdシングル選抜メンバー。 村上・山岸・山口が抜けて、近藤・渡辺が復帰、木下百が新加入。                                                          |
| 2012年4月24日 - 7月31日                     | 小笠原茉由、門脇佳奈子、木下百花、小谷里歩、近藤里奈、城恵理子、上西恵、白間美瑠 谷川愛梨、福本愛菜、村上文香、矢倉楓子、山田菜々、山本彩、吉田朱里、渡辺美優紀     | 4thシングル選抜メンバー。 岸野・木下春・與儀が抜けて、村上・吉田が復帰、谷川が新加入。                                                          |
| 2012年8月7日 - 10月30日 （9月25日のみ例外） | 小笠原茉由、加藤夕夏、門脇佳奈子、岸野里香、木下春奈、小谷里歩、城恵理子、上西恵 白間美瑠、谷川愛梨、福本愛菜、薮下柊、山田菜々、山本彩、吉田朱里、渡辺美優紀       | 5thシングル選抜メンバー。 近藤・木下百・村上・矢倉が抜けて、岸野・木下春が復帰、加藤・薮下が新加入。                                            |
| 2012年9月25日                               | 太田里織菜、沖田彩華、川上礼奈、木下百花、島田玲奈、城恵理子、高野祐衣、谷川愛梨 肥川彩愛、藤田留奈、三田麻央、村上文香、村瀬紗英、矢倉楓子、山岸奈津美、與儀ケイラ | チームMメンバー。 太田、沖田、川上、肥川は初出演。                                                                                              |
| 2012年11月6日 - 2013年2月5日                | 小笠原茉由、加藤夕夏、門脇佳奈子、岸野里香、小谷里歩、上西恵、白間美瑠、谷川愛梨 福本愛菜、矢倉楓子、薮下柊、山田菜々、山本彩、吉田朱里、渡辺美優紀                 | 6thシングル選抜メンバー。ただし横山由依はスタジオ出演がないため15名体制。 木下春・城が抜けて、矢倉が復帰。                                      |
| 2013年2月12日 - 3月26日                     | 小笠原茉由、加藤夕夏、門脇佳奈子、岸野里香、小谷里歩、上西恵、白間美瑠、谷川愛梨 福本愛菜、矢倉楓子、薮下柊、山田菜々、山本彩、與儀ケイラ、吉田朱里、渡辺美優紀     | 1stアルバム『てっぺんとったんで!』収録曲「12月31日」選抜メンバーに岸野を加えた体制だが、横山由依はスタジオ出演がないため16名体制。 與儀が復帰。 |

### 番組終了以前に出演を終えた出演者
レギュラー出演
- 松山メアリ（bump.y、- 2011年4月5日）

コーナー出演
- 銀シャリ（VTR出演、「どっきんリサーチ!!!〜あなたの知らない世界〜」担当）
- 小泉エリ（スタジオ出演・VTR出演、「乳輪占い」担当）
- かまいたち（2011年4月4日のみミサイルマンが代行）（VTR出演、「かんさい美女ファイル!」担当）
- 荒木悠司（VTR出演、「たむキュン♪金満ランキング」担当）

## 『どっキング48』で放送されていたコーナー

### 不定期でランダムに放送されていた主要レギュラーコーナー
- 今夜はどんな美女かしら?かんさい美女ファイル!
『ランキンくえすと』で放送されていた企画。番組から指令を受けたかまいたちが関西中にいる美女を探し出し、どっキング美女ファイルを作成する。山内の目線で美女をベスト3にランキングして発表する。VTR終了後は紹介した美女たちにケンコバ・陣内・たむらの中から誰がタイプなのかを調査した結果をランキング発表し、選んだ人ごとに美女たちの写真が公開される。
- ご存じ!?48（2011年12月13日 - 2012年8月8日）
48個用意されたご存じネタの中から、ルーレットで止まったご存知ネタを紹介する。このルーレットは陣内から指名されたNMB48メンバーの「ストップ!」の掛け声で止められるが、明らかに意図的に操作されており、毎回出演者からツッコミが入れられる。
- どっキンググルメ四十八手（2011年12月20日 - 2012年10月23日）
ありとあらゆる美味しいものが存在する食い倒れの街・大阪を代表するグルメから48のメニューを厳選。毎回その中から一つをピックアップして、さまざまな角度から魅力と美味さを追求するシリーズ企画。
- クイズ!三人の○○（2011年12月27日 -2012年5月30日）[注 6]
様々なジャンルの職業従事者をゲストとして招き、そのゲストが従事している職業に関する様々な事柄をクイズ形式で紹介。ケンコバチーム・たむけんチーム・ゲストチームのそれぞれにNMBメンバーが入り、3チームに分かれての対戦。優勝したチームにはゲストからの豪華賞品が当たる。
- 男子禁制!? 女子キュンランキング[注 7]（2012年1月10日 - 2013年3月6日）
関西の女子たちにアンケートを取り、多くの方が知りたいと答えた3つのランキングを公開。
- 世の中銭や!銭なんや〜!なんば金融道（2012年6月5日 -2013年1月15日）
世の中のお金にまつわる様々な事柄や、ある特定の職業に就く様々な人のお金に関する実態を調査する企画。
  - たむきゅん金満ランキング（2012年6月5日、第1回なんば金融道より）
世の中にある高価な品々を金額順にランキング形式で紹介。
  - リアルな月収ランキング高い順に予想せよ（2012年7月3日、第2回なんば金融道より）
職業別に月収を高い順よりランキングクイズ形式で紹介。たむらけんじvsケンドーコバヤシ・陣内智則・NMB48・ゲストチームの2つに分かれての対戦だが、基本的にたむらけんじ側は出題者となる。正解したチームには高級スイーツなどの商品が当たる。
- 知らなきゃ損するWOW大流出！！ご存知！？トーク祭り（2012年8月28日 -2013年2月20日）
様々なジャンルで活躍しているゲストを招き、各ゲストからそれぞれのジャンルにまつわるトークを披露してもらい、それをNMBメンバーが「WOW」で評価を付ける。主に前編・後編と2週に渡って放送される。
- 潜入!どっキング!（2012年12月18日 -2013年3月20日）
世の中の様々な場所にある「謎に包まれた場所」「見ることが出来ない場所」などにカメラまたは小型カメラが潜入し、知られざる謎に迫り真実を公開する。

### 主要コーナー後にレギュラー放送されていたコーナー
- 目指せ!ゴール!チャレンジ48（2011年4月19日 - 2013年3月26日）
NMB48のメンバーが毎回48に関するさまざまな指令に挑戦するコーナー。失敗した場合は罰ゲームを受けなければならない。罰ゲームの内容は、苦いお茶を飲む（2011年4月26日- 5月24日）→臭い香水の臭いを嗅ぐ（5月31日 - 7月12日）→ビリビリボールペン（7月19日 - 8月16日）→サソリの串揚げを食べる（8月30日 - 9月27日）→コオロギの串揚げを食べる（2011年10月4日 - 2012年1月24日、ただし2011年11月1日[注 8]・2012年1月31日[注 9]を除く）→激辛トウガラシ茶を飲む（2012年2月7日 -）。開始当初はNMBメンバーによるコーナー名の発声で始まっていたが、第26回目以降は主要コーナー終了直後にそのまま放送されている。各回の内容については放送日・企画を参照。
- どっキン!エンためDON!DON!（2011年4月19日 - 2013年3月26日）
『どっキング!!!』から継続されているコーナー。注目のエンターテインメント情報を番組のキャラクター・どっキングマがどんどん紹介。一部イベントではプラチナチケットをとることができる。知りたがりな性格のどっキングマが、出演者に質問やムチャぶりするのが見ものとなっており、ラストではたむらけんじに一発ギャグをさせるものの、毎回つまらないギャグをするためどっキングマに罵倒（例として「お前はいつまで給料泥棒を続けるつもりだ」・「お前は地獄に落ちるがよいぞ」など）されるのがお決まりとなっており、たむら本人も「毎回スベってるだけ」と理解している[注 10]。『どっキング48』では番組キャラクターにどっキングマの嫁・どっキンクイーンが新たに加わった。チャレンジ48後に放送されている。

### エンドロール後にレギュラー放送されていたコーナー
- 最新情報をお届け 真理恵×めぐみの対決だもん!（2012年7月31日 - 2013年3月26日）
高橋、中島の2人が様々なゲームで対決し、紹介するお店で提供される食事（またはスイーツ）を味わえる。なおこのコーナー進行中に最新情報の紹介も合間に挟んでいる。番組のエンドロール後に放送される。

#### 過去のコーナー
- 最新情報をお届け めぐみのチャレンジだもん!（2011年10月4日 -2012年7月24日）
高橋が出すお題に中島がチャレンジする企画。このコーナー進行中に最新情報の紹介も合間に挟んでいる。番組のエンドロール後に放送されていた。

## 『どっキング!!!』で放送されていたコーナー
「まりえの花嫁修業!ふるさとクッキング!!!」を除く各コーナーで、イベントのチケット予約が随時告知された。下記以外にも、ゲストを迎えて週替わりの企画が放送された。
- 門外不出!芸能界真相FILE
さまざまなエンターテインメントの情報にまつわる、今まで誰の目にも晒されることのなかった門外不出の裏の事実をケンコバ扮する日本のウラの首領・前人未到河原純平（ぜんじんみとうがわら じゅんぺい）が明かす（ただし真偽は謎）。
- まりえの花嫁修業!ふるさとクッキング!!!
料理の苦手な高橋が将来のダンナ様に作ってあげたい料理を田舎で暮らす人生の先輩であるお母さんから学びに行く。番組が選んだ田舎の駅やバス停の中から抽選で目的地を決めて出発し、到着後、教えてもらう料理[注 11]を抽選で決める。そして料理を教えてくれる地元のお母さんを自力で探し出す。ただしプロの料理人やインターネットに頼ってはいけない。なおVTRでは、プロの料理人による本来の調理法も合わせて放送される。開始当初は教わった料理が材料や調理方法の違いなどで別物となってしまい[注 12]、料理の修得には至らなかったため、本来のレシピを直接学んだ方がいいのではと出演者から指摘されていたが、クリームシチュー（シチュールーを使わずに粉から作る方法）の回で初めてレシピを修得。エビのチリソース炒めの回では初めて独身男性と調理した。
- 潜入!どっキング!!!
中島がエンターテインメントの現場に潜入し、魅力の裏側を盗み出す。開始当初はルパンに扮していたが、その後はコスプレなしで取材している。
- どっきんリサーチ!!!〜あなたの知らない世界〜（2010年11月23日）
まだ知られていない世の中のありとあらゆるものを、銀シャリが独自の観点で徹底的に調査する。
- お肉もいいけどイベントもね♪チケットたむら（2011年1月11日 - ）
たむらと松山が話題のイベント情報を紹介。

## 主なコラボ企画

### 『どっキング!!!』で実施した企画
どっキング!!!鍋プロジェクト
人気の鍋を基にした、番組オリジナルの鍋を作るプロジェクト。ケンコバと中島がキムチチゲ鍋にチーズを加えた「MUTEKI鍋」、たむらと高橋が水炊きにトマトを加えた「トメイ鶏鍋」をそれぞれ考案し、協力した各店舗で販売（HOT PEPPERグルメ掲載のクーポン使用により割引価格で提供された）。2010年12月31日までの売上を競い、負けた方には罰ゲームが予定されている。
どっキング!!!カレープロジェクト
CoCo壱番屋とのコラボにより、たむら考案のネギと油かすに、厚揚げを加えて具にした「どっキング!!!カレー」を2010年12月29日から大阪府下のCoCo壱番屋84店舗で数量限定で販売された。

## 放送日程
[※はDVD未収録]

## スタッフ
2013年1月時点。
- 構成：やまだともカズ、野口勉、くらやん、森
- ブレーン：勝浦慎吾、
- TD：吉田満
- CAM：乾友美
- VE：中川裕貴（KTV）
- LD：金子宗央（KTV）
- MIX：大林俊夫
- AUD：浦嶋静
- 美術制作：西川夏子（KTV）
- デザイン：井内克信
- 美術進行：中越章浩
- 装置：山本達雄
- 装飾：堂庭陽子
- 電飾：和田剛
- 衣装：東京衣装
- メイク：パウダー、CO.CO.RO.
- スタイリスト：&・masse
- 宣伝：金子佳奈子（KTV）
- MA：田口雅敏
- 編集：小寺崇弘、藤崎一成
- 協力：ウエストワン、大阪共立、EDGE、戯音工房、トラッシュ、プラーネ
- 取材ディレクター：宮川青・谷村洋平（メディアプルポ）、佐久間俊輔
- ディレクター：茂野悠介・松尾佳典（メディアプルポ）、對馬久織
- プロデューサー：川村徹也（KTV）、谷垣和歌子（よしもとクリエイティブ・エージェンシー）、増田幸一郎（メディアプルポ）
- 制作協力：吉本興業、メディアプルポ
- 制作著作：関西テレビ

### 『どっキング』〜『どっキング48』のスタッフ
- 構成：小林仁、岸本尚久
- TD：菊地幸雄
- CAM：松林正和・片山勝（KTV）
- VE：山本謙吾・中島知晶（KTV）
- LD：大石竜也（KTV）
- MIX：長池哲
- AUD：魚住真由美、長池哲
- 美術制作：山本映子（KTV）
- 美術進行：永田道徳
- 装飾：本吉涼
- 編集：板野元秀
- 協力：スタジオB&M、バックアップメディア
- 取材ディレクター：森欣治（クリエイティブ勇気）、笠原健広、市川豊、加藤伸一
- ディレクター：溝上正造、横山勇人、岡本圭太、西川達也
- プロデューサー：澤田芳博・南知宏（KTV）

## エンディングテーマ
- 2010年10月度：土屋アンナ『Believe in Love』
- 2010年11月度：bump.y『2人の星〜離れていても〜』
- 2010年12月度：三代目J Soul Brothers『On Your Mark〜ヒカリのキセキ〜』
- 2011年1月度：ケイティ・ペリー feat. スヌープ・ドッグ『カリフォルニア・ガールズ』
- 2011年2月度：ももちひろこ『明日、キミと手をつなぐよ』
- 2011年3月度：bump.y『卒業までに…』
- 2011年4月5日：Not yet『週末Not yet』
- 2011年4月19日・26日：レディー・ガガ『ボーン・ディス・ウェイ』
- 2011年5月3日 - 5月31日：黒夢『アロン』
- 2011年6月7日 - 6月28日：SUPER☆GiRLS『MAX!乙女心』
- 2011年7月5日 - 9月13日：NMB48『絶滅黒髪少女』
- 2011年9月20日 - 12月27日：NMB48『オーマイガー!』
- 2012年1月10日 - 4月17日：NMB48『純情U-19』
- 2012年2月7日・14日：安田奈央『真夜中のひだまり』[注 15]
- 2012年2月21日・28日：Flower『SAKURAリグレット』[注 15]
- 2012年3月6日・13日：back number『恋』[注 15]
- 2012年3月20日・27日：Acid Black Cherry『イエス』[注 15]
- 2012年4月24日 - 7月10日：NMB48『ナギイチ』
- 2012年7月10日・17日：中村一義『運命』[注 16]
- 2012年7月17日 - 10月9日:NMB48『ヴァージニティー』
- 2012年10月16日 - 2013年1月29日:NMB48『北川謙二』
- 2013年2月5日 - 2月26日:NMB48・1stアルバム『てっぺんとったんで!』収録曲・「12月31日」(MV)
- 2013年3月5日 - 3月26日:NMB48・1stアルバム『てっぺんとったんで!』収録曲・「12月31日」(スタジオライブ)

## コーナー曲
- 目指せ!ゴール!チャレンジ48
  - 2012年4月19日 - :NMB48『NMB48』 NMB48 チームN 1st Stage「誰かのために」公演曲

## 関連商品

### DVD
- どっキング48 presents NMB48のチャレンジ48（2011年11月29日発売、よしもとアール・アンド・シー）

収録内容
Disc.1: ボウリングでストライク48／かくれんぼで48／バスケットシュートで48／
テニスラリーで48／バッティングセンターで48／競技かるたで48／
ダーツでピッタリ48／ダイエットで48／ピンポンラリーで48／
かくれんぼで48　Part2／バレーボールで48／みさき公園で動物48／
みさき公園でばらまきクイズ48／ダイエットで48リベンジ／みんなでゴルフ48
Disc.2: バンジージャンプで48／海釣りで48／マリンスポーツで48／
激辛商店街で48／お化け屋敷で48
特典映像 チャレンジ48の裏側／NMB48私服ファッションショー〜初めてのデートにチャレンジするなら〜
- どっキング48 presents NMB48のチャレンジ48 Vol.2（2012年10月9日発売、よしもとアール・アンド・シー）

収録内容
Disc.1: ジェットコースターで48／空中ブランコで48／ロデオマシーンで48／
お化け屋敷で48 Part2／かくれんぼで48 Part3／頬ずりで48／回転寿司で48／
ダブルダッチで48／ストレッチで48
Disc.2: ポールダンスで48／警察犬で48／空中俳句で48／
テーブルクロス引きで48／コマ回し！ディアボロで48
特典映像 NMB48温泉慰安旅行／お化け屋敷で48
- どっキング48 presents NMB48のチャレンジ48 Vol.3（2013年11月5日発売、よしもとアール・アンド・シー）

収録内容
Disc.1: ペナルティーキックで48／スイミングで48／バンジージャンプで48 Part2／
ジェットコースターで48 Part2／ツボ押しで48／ハチュウ類達と頬ずりで48／
トランポリンで48／シンクロナイズドスイミングで48／絶叫マシーン！みつめて48／お化け屋敷で48 Part3
Disc.2: 息止めカーとレースで48／絶叫！連想ゲームで48／沖縄グルメ食べつくして48／
バトントワリングで48／お寿司クイズで48 Part2／ドッヂボールで48／
足並み揃えてタップダンスで48／イルカショーで48／パラセーリング！クイズに答えて48
特典映像 チームM vs チームBII ドッヂボールで48
- どっキング48 presents NMB48のチャレンジ48 Vol.4（2013年11月5日発売、よしもとアール・アンド・シー）

収録内容
Disc.1: 水風船！キャッチして48／スプリット倒しボウリングで48／ブーメランキャッチで48／
大縄跳びで48／ロッククライミングで48／わんこそばで48／チアリーディングで48／お寿司クイズで48 Part3／
新体操で48／英語でクッキング48／パラグライダーで48／ヌンチャクで48／バランスボールで48
Disc2.: 刀技術で48／熱湯風呂クイズで48／バルーンパフォーマンスで48／
ラートパフォーマンスで48／ペイントボールで48／お化け屋敷で48 Part4
特典映像 チャレンジaround40 バルーンパフォーマンスで48／リベンジ！バルーンパフォーマンスで48